# Oconee (Illinois)
Oconee es una villa ubicada en el condado de Shelby en el estado estadounidense de Illinois. En el Censo de 2010 tenía una población de 180 habitantes y una densidad poblacional de 195,22 personas por km².

## Geografía
Oconee se encuentra ubicada en las coordenadas 39°17′11″N 89°6′24″O / 39.28639, -89.10667. Según la Oficina del Censo de los Estados Unidos, Oconee tiene una superficie total de 0.92 km², de la cual 0.92 km² corresponden a tierra firme y (0%) 0 km² es agua.

## Demografía
Según el censo de 2010, había 180 personas residiendo en Oconee. La densidad de población era de 195,22 hab./km². De los 180 habitantes, Oconee estaba compuesto por el 98.89% blancos, el 0% eran afroamericanos, el 0% eran amerindios, el 0.56% eran asiáticos, el 0% eran isleños del Pacífico, el 0% eran de otras razas y el 0.56% pertenecían a dos o más razas. Del total de la población el 0% eran hispanos o latinos de cualquier raza.